# Ridderorden in de Dominicaanse Republiek
De Dominicaanse Republiek heeft een vrij groot aantal ridderorden ingesteld. Voorbeelden zijn:
- De Orde van Juan Pablo Duarte (Orden del Mérito Juan Pablo Sánchez Duarte) 1931 - 1954
- De Orde van Duarte, Sanchez en Mella 1954
- De Orde van Militaire Verdienste 1930
- De Orde van Maritieme Verdienste 1954
- De Orde van Verdienste voor de Luchtvaart 1952
- De Orde van Christopher Columbus(Orden de Don Cristobal Colon) 1937
- De Militaire Orde voor Heldenmoed Kapitein-generaal Santana 1954
- De Orde van Verdienste voor de Politie 1954
- De Orde van Trujillo (Orden de Trujillo) 1938 - 1961
- De Orde van de Weldoener van de Natie 1955 - 1961
- De Orde van de Generalissimo 1938 - 1961
- Het Grootlint van President Trujillo 1952 - 1961
- De Orde van Verdienste van de 14e Juni 1961 - 1961